# 許文志
許文志（1936年9月30日—），臺灣政治人物，中國國民黨籍，雲林縣臺西鄉蚊港村人。曾任雲林縣縣長、臺灣省政府建設廳廳長、台灣省政府秘書長、中國國民黨組工會主任，並且是環球科技大學創辦人、雲林許派代表人物。

## 生平
1952年自臺灣省立虎尾中學畢業後即進入臺灣省立臺中師範學校就讀，並於1955年畢業。後攻讀法政，先後畢業於私立中國文化學院政治系、日本明治大學法學所。他曾經涉足教育，為雲林縣臺西鄉崙豐國民學校教師、教導主任，政黨黨務方面，歷任中國國民黨雲、苗、嘉三縣縣委員會主任委員、臺灣省黨部副主委、中央黨部副秘書長兼組工會主任委員與中國青年反共救國團總團部編審、雲林縣團委會總幹事。在政界也擔任過雲林縣縣長、臺灣省政府建設廳廳長、臺灣省政府秘書長。:440-441並且是環球科技大學創辦人、雲林許派代表人物。

## 家族
長子許舒翔曾任考選部政務次長、考選部部長、環球科技大學校長，現任考試院副院長，原為國民黨黨員，因表態支持民進黨候選人蔡英文參加2016年總統大選而被開除黨籍。
次子許舒博現為中國國民黨中央常務委員，曾任雲林縣黨部主委、連任五屆立法委員。

## 著作
- 許文志，邁向21世紀台灣中小企業經營策略，揚智出版社，1995出版，1996再版
- 許文志、楊英賢、吳俊賢，創業與創新管理。五南出版社。2006出版
- 許文志，明治大學，2003出版。
- 許文志、楊英賢、沈健華、鍾雅儷、張李曉娟、吳俊賢等共著，地方產業創新策略，五南出版社，2009出版。[1]
- 日本中小企業經營管理。[4]

## 外部連結
| 中華民國政府職務 | 中華民國政府職務                                     | 中華民國政府職務 |
| ---------------- | ---------------------------------------------------- | ---------------- |
| 雲林縣政府       |                                                      |                  |
| 前任： 林恆生    | 雲林縣縣長 第九、十屆 1981年12月20日－1989年12月20日 | 繼任： 廖泉裕    |